# اورستیس ماتاچنا
اورِستیس ماتاچنا (انگلیسی: Orestes Matacena؛ زادهٔ ۲۹ اوت ۱۹۴۱) بازیگر، کارگردان فیلم، تهیه‌کننده، نویسنده کوبایی آمریکایی است. وی از سال ۱۹۷۳ میلادی تاکنون مشغول فعالیت بوده‌است.
از فیلم‌ها یا برنامه‌های تلویزیونی که وی در آن نقش داشته‌است، می‌توان به ماسک اشاره کرد.